# The Sweet Escape (single)
The Sweet Escape is een nummer van Gwen Stefani, in samenwerking met Akon, afkomstig van Stefani’s tweede soloalbum The Sweet Escape. Het nummer kwam uit als tweede single van dat album. In Nieuw-Zeeland kwam het nummer op de eerste plaats in de hitlijsten terecht. In Nederland kwam het tot een vijfde positie. Ook stond het nummer zeven weken bovenaan de United World Chart, waarmee het Gwen Stefani’s succesvolste solosingle tot nu toe is.

## Kritieken
The Sweet Escape werd goed ontvangen door de critici. In een review voor het blad Billboard, schreef Chuck Taylor dat het nummer een goede mix was tussen een nummer waarbij je de aandacht van kinderen trekt, en een nummer wat een hit kan worden voor mensen van andere leeftijden. Will Lamb noemde het nummer een welkome verandering na Wind It Up, maar zei ook dat het gemakkelijk het ene oor in, het andere oor uit ging, zonder veel achter te laten.

## Videoclip
De videoclip voor het nummer werd geregisseerd door Joseph Kahn. In de video zit Gwen Stefani in een gouden gevangenis, als toespeling op het nieuwe image van Akon als ‘Konvict’. Ook de Harakuja Girls hebben een prominente rol in de clip. Met behulp van Akon weet Stefani te ontsnappen. Hierna volgt een gedeelte, afgeleid van het sprookje Rapunzel (Stefani hangt haar haren uit het raam waarna twee danseressen naar boven klimmen). Aan het einde van de clip rijden Gwen en Akon samen weg in een Chevrolet, waarbij het chevrolet teken is vervangen door een G (net als vele andere dingen in de clip), terwijl ze achterna worden gezeten door de politie.

## Hitnotering
| The Sweet Escape in de Nederlandse Top 40 - binnen: 3 maart 2007 | The Sweet Escape in de Nederlandse Top 40 - binnen: 3 maart 2007 | The Sweet Escape in de Nederlandse Top 40 - binnen: 3 maart 2007 | The Sweet Escape in de Nederlandse Top 40 - binnen: 3 maart 2007 | The Sweet Escape in de Nederlandse Top 40 - binnen: 3 maart 2007 | The Sweet Escape in de Nederlandse Top 40 - binnen: 3 maart 2007 | The Sweet Escape in de Nederlandse Top 40 - binnen: 3 maart 2007 | The Sweet Escape in de Nederlandse Top 40 - binnen: 3 maart 2007 | The Sweet Escape in de Nederlandse Top 40 - binnen: 3 maart 2007 | The Sweet Escape in de Nederlandse Top 40 - binnen: 3 maart 2007 | The Sweet Escape in de Nederlandse Top 40 - binnen: 3 maart 2007 | The Sweet Escape in de Nederlandse Top 40 - binnen: 3 maart 2007 | The Sweet Escape in de Nederlandse Top 40 - binnen: 3 maart 2007 | The Sweet Escape in de Nederlandse Top 40 - binnen: 3 maart 2007 | The Sweet Escape in de Nederlandse Top 40 - binnen: 3 maart 2007 | The Sweet Escape in de Nederlandse Top 40 - binnen: 3 maart 2007 | The Sweet Escape in de Nederlandse Top 40 - binnen: 3 maart 2007 | The Sweet Escape in de Nederlandse Top 40 - binnen: 3 maart 2007 | The Sweet Escape in de Nederlandse Top 40 - binnen: 3 maart 2007 | The Sweet Escape in de Nederlandse Top 40 - binnen: 3 maart 2007 |
| Week                                                             | 1                                                                | 2                                                                | 3                                                                | 4                                                                | 5                                                                | 6                                                                | 7                                                                | 8                                                                | 9                                                                | 10                                                               | 11                                                               | 12                                                               | 13                                                               | 14                                                               | 15                                                               | 16                                                               | 17                                                               | 18                                                               | 19                                                               |
| ---------------------------------------------------------------- | ---------------------------------------------------------------- | ---------------------------------------------------------------- | ---------------------------------------------------------------- | ---------------------------------------------------------------- | ---------------------------------------------------------------- | ---------------------------------------------------------------- | ---------------------------------------------------------------- | ---------------------------------------------------------------- | ---------------------------------------------------------------- | ---------------------------------------------------------------- | ---------------------------------------------------------------- | ---------------------------------------------------------------- | ---------------------------------------------------------------- | ---------------------------------------------------------------- | ---------------------------------------------------------------- | ---------------------------------------------------------------- | ---------------------------------------------------------------- | ---------------------------------------------------------------- | ---------------------------------------------------------------- |
| Nummer                                                           | 30                                                               | 22                                                               | 6                                                                | 5                                                                | 6                                                                | 6                                                                | 5                                                                | 10                                                               | 10                                                               | 12                                                               | 13                                                               | 14                                                               | 17                                                               | 19                                                               | 25                                                               | 27                                                               | 29                                                               | 37                                                               | uit                                                              |